# Roger Belbéoch
Pour les articles homonymes, voir Roger Belbéoch (physicien) et Belbéoch.
Roger Belbéoch, né à Joinville-le-Pont le 26 juillet 1921, et mort le 5 novembre 2010 à Limeil-Brévannes, est un militant du Parti communiste français et résistant français ; il a été maire-adjoint de Joinville-le-Pont. Il est reconnu Juste parmi les nations.

## Biographie

### Un résistant communiste de la première heure
Roger Belbéoch est le fils de Joseph Belbéoch. Il participe aux manifestations contre l’extrême droite de février 1934 et adhère à l’Union des étudiants communistes.
Employé à la poste, il tente vainement de passer en Angleterre dès l’armistice de juin 1940, puis rejoint la Résistance. Albert Ouzoulias, commissaire militaire national des francs-tireurs et partisans (FTP), et Robert Deloche, devenu maire  de Joinville-le-Pont à la Libération, le poussent à infiltrer la police.
En 1942, Roger Belbéoch occupe un poste stratégique au commissariat du XIIe arrondissement de Paris puis à celui de Nogent-sur-Marne : employé aux écritures, il fournit des faux papiers d’identité, des certificats de travail et d’hébergement. Il prévient ceux qui sont recherchés et ceux qui risquent d’être perquisitionnés. Dénoncé, arrêté et torturé, il est libéré par la Résistance. Il reprend son poste à Nogent-sur-Marne et a des contacts avec le Front national de la police et le parti communiste.
Sa fiancée, Claudine Kaufmann, est arrêtée le 16 juillet 1942, lors de la rafle du Vél' d'Hiv. Comme 13 152 autres Juifs de Paris et de la région, elle est déportée en Allemagne où elle meurt.
Joseph Belbéoch, père de Roger, ancien combattant de 1914-1918, est tombé au combat, à la Libération, le 25 août 1944, sous les balles allemandes sur le pont de Joinville-le-Pont. Le carrefour qui marque l’entrée du pont de Joinville, côté rive droite, ainsi qu’une avenue de Saint-Maurice portent son nom.

### Adjoint au maire à Joinville-le-Pont
Après la guerre, Roger Belbéoch poursuit une carrière dans la police, malgré des difficultés liées à son engagement au sein du Parti communiste français. Remarqué comme très bon tireur, il intègre au début des années 1970, la brigade anti-commando dirigée un temps par le commissaire Robert Broussard. La brigade anti-commando intervient lors de prises d'otages.
Roger Belbéoch est élu conseiller municipal de Joinville-le-Pont en 1977, puis réélu lors d’un scrutin partiel en 1978 après l'annulation du précédent vote. Il porte l'étiquette PCF. Il devient le premier adjoint du maire Guy Gibout (PCF). Roger Belbéoch ne se représente pas aux élections municipales de 1983.
Il s’installe à Saint-Maurice en 1996 et y réside jusqu’à son décès qui se produit le 5 novembre 2010.

### Hommage
Roger Belbéoch est nommé « Juste parmi les nations » en 1984 par le musée-mémorial de Yad Vashem à Jérusalem (Israël),. Son nom figure dans l'allée des Justes qui borde le Mémorial de la Shoah à Paris.
Il a également été fait chevalier de la Légion d’honneur en 2000.
Une esplanade de la ville de Nogent-sur-Marne a été baptisée du nom de Parvis Roger Belbéoch en 2013. Elle se situe à l’emplacement de l’ancienne entrée du commissariat.

### Sources
- Rose Lallier et Elisabeth Logak, Figures humaines, film documentaire, les Films de l’Amandier, 2005.
- Jean-Marc Berlière, René Lévy et Emmanuel Blanchard (dir.) : Les récits de vie de policiers à l'IHESI-INHES : quatorze ans de recherches, Cesdip, Guyancourt, 2005
- Le Maitron, Dictionnaire biographique du mouvement ouvrier français, Éditions de l'Atelier, notice BELBÉOCH Roger, octobre 2009.